# Elaeagnus lipoensis
Elaeagnus lipoensis — вид квіткових рослин з родини маслинкових (Elaeagnaceae). Поширення: Китай (Гуйчжоу).